# Букайши
Букайши (латыш. Bukaiši) — населённый пункт в Терветском крае Латвии. Административный центр Букайшской волости. В ряде источников упоминается под немецким названием Фокенгоф (нем. Fockenhof).
Расстояние до города Добеле составляет около 32 км. По данным на 2015 год, в населённом пункте проживало 280 человек.

## История
Впервые упоминается в 1605 году. В селе располагалось поместье Букайши.
22 августа 1944 года в районе села Букайши состоялось танковое сражение.
В советское время населённый пункт был центром Букайшского сельсовета Добельского района. В селе располагался колхоз им. Суворова.